# Bor (podcelek)
Bor je geomorfologický podcelek Borské nížiny. Na jeho území leží geomorfologická část Lakšárska pahorkatina.

## Vymezení
Podcelek zabírá centrální část Borské nížiny a jeho velkou část tvoří vojenský obvod. Obklopují ho jen podcelky vlastního krajinného celku, a to na severu Myjavská niva, na západě Záhorské pláňavy a na jihovýchodě Podmalokarpatská sníženina. 

## Chráněná území
Severní část podcelku je součástí CHKO Záhorie, velkou část jižní poloviny zabírá Vojenský obvod Záhoří. Z maloplošných chráněných území zde leží:
- Červený rybník – národní přírodní rezervace
- Zelienka – národní přírodní rezervace
- Bezodné – přírodní rezervace
- Orlovské vršky – přírodní rezervace
- Vanišovec – přírodní rezervace
- Bahno – přírodní rezervace
- Marhecké rybníky – chráněný areál
- Mešterova lúka – chráněný areál
- Kotlina – chráněný areál
- Jubilejný les – chráněný areál
- Rudava [2]

## Osídlení
Území této části Borské nížiny je jen řídce osídlené. Nachází se zde Letecká základna Malacky a velkou část zabírá Vojenský obvod Záhoří. Na západním okraji leží Malacky.

## Doprava
Západním okrajem vede dálnice D2 i silnice I / 2 (Bratislava – Malacky), střední částí II / 590 (Borský Mikuláš – Malacky). Západním okrajem vede i trať Bratislava – Břeclav .